# Старий Трг (Іванчна Гориця)
Старий Трг (словен. Stari trg) — поселення в общині Іванчна Гориця, Осреднєсловенський регіон, Словенія. Висота над рівнем моря: 354,5 м.